# Jogador do Ano da UEFA
O Jogador do Ano da UEFA é um prêmio concedido a um jogador que atua por um clube de futebol da Europa, que foi considerado o melhor na temporada anterior. O prêmio, criado em 2011 pela UEFA em parceria com a European Sports Media (ESM), visa reviver o Futebolista do Ano na Europa (Ballon d'Or), que foi fundido com o Melhor jogador do mundo pela FIFA em 2010 para se tornar o Bola de Ouro da FIFA. Ele também substituiu o prêmio de Melhor Jogador de Clubes da UEFA. O prêmio inaugural foi vencido por Lionel Messi em 2011.
Cristiano Ronaldo(CR7) é o jogador que mais vezes venceu o prémio ao ter ganho por 3 vezes (2014, 2016 e 2017), e o único a conseguir a proeza de ganhar consecutivamente.

## Critérios
Segundo a UEFA, o prêmio será concebido ao melhor jogador, independentemente da sua nacionalidade, que jogou por um clube de futebol no território membro da associação UEFA durante a temporada anterior. Os jogadores são julgados por suas performances em todas as competições, nacionais e internacionais, e em suas seleções nacionais durante toda a temporada.

## Votação
O formato de votação do prêmio segue a linha do antigo prêmio Ballon d'Or, que era decidida exclusivamente por jornalistas.
Na primeira rodada de votação, 53 jornalistas esportivos que representam cada uma das associações nacionais da UEFA fornecem uma lista de seus três jogadores melhor classificados de um a três, com o primeiro jogador a receber cinco pontos, o segundo três pontos e o terceiro um ponto. Os três jogadores com mais pontos em geral são finalistas. O júri é composto por jornalistas esportivos de renome representando cada uma das associações nacionais da UEFA, da RTV Albânia para o Daily Post no País de Gales através de membros da European Sports Media, quem colabora com a UEFA neste prêmio. A votação final, também pelos jornalistas, em seguida, acontece ao vivo através de votação eletrônica durante a cerimônia de apresentação.

## Vencedores

### Masculino
| Temporada                                  | Jogador                                    | Clube                                      |
| Prémio de Melhor Jogador da UEFA na Europa | Prémio de Melhor Jogador da UEFA na Europa | Prémio de Melhor Jogador da UEFA na Europa |
| ------------------------------------------ | ------------------------------------------ | ------------------------------------------ |
| 2010–11                                    | Lionel Messi                               | Barcelona                                  |
| 2011–12                                    | Andrés Iniesta                             | Barcelona                                  |
| 2012–13                                    | Franck Ribéry                              | Bayern de Munique                          |
| 2013–14                                    | Cristiano Ronaldo                          | Real Madrid                                |
| 2014–15                                    | Lionel Messi                               | Barcelona                                  |
| 2015–16                                    | Cristiano Ronaldo                          | Real Madrid                                |
| Prêmio de Jogador do Ano da UEFA           |                                            |                                            |
| 2016–17                                    | Cristiano Ronaldo                          | Real Madrid                                |
| 2017–18                                    | Luka Modrić                                | Real Madrid                                |
| 2018–19                                    | Virgil Van Dijk                            | Liverpool                                  |
| 2019–20                                    | Robert Lewandowski                         | Bayern de Munique                          |
| 2020–21                                    | Jorginho                                   | Chelsea                                    |
| 2021–22                                    | Karim Benzema                              | Real Madrid                                |
| 2022–23                                    | Erling Haaland                             | Manchester City                            |

### Feminino
| Season                                      | 1.º                                         | 2.º                                         | 3.º                                               |
| Prémio de Melhor Jogadora da UEFA na Europa | Prémio de Melhor Jogadora da UEFA na Europa | Prémio de Melhor Jogadora da UEFA na Europa | Prémio de Melhor Jogadora da UEFA na Europa       |
| ------------------------------------------- | ------------------------------------------- | ------------------------------------------- | ------------------------------------------------- |
| 2012–13                                     | Nadine Angerer (Eintracht Frankfurt)        | Lena Goeßling (Wolfsburg)                   | Lotta Schelin (Lyon)                              |
| 2013–14                                     | Nadine Keßler (Wolfsburg)                   | Martina Müller (Wolfsburg)                  | Nilla Fischer (Wolfsburg)                         |
| 2014–15                                     | Alemanha Célia Šašić (Eintracht Frankfurt)  | França Amandine Henry (Lyon)                | Alemanha Dzsenifer Marozsán (Eintracht Frankfurt) |
| 2015–16                                     | Ada Hegerberg (Lyon)                        | Amandine Henry (Lyon)                       | Dzsenifer Marozsán (Eintracht Frankfurt)          |
| Prémio de Jogadora do Ano da UEFA           |                                             |                                             |                                                   |
| 2016–17                                     | Lieke Martens (Barcelona)                   | Pernille Harder (Wolfsburg)                 | Dzsenifer Marozsán (Lyon)                         |
| 2017–18                                     | Pernille Harder (Wolfsburg)                 | Ada Hegerberg (Lyon)                        | Amandine Henry (Lyon)                             |
| 2018–19                                     | Lucy Bronze (Lyon)                          | Ada Hegerberg (Lyon)                        | Amandine Henry (Lyon)                             |
| 2019–20                                     | Pernille Harder (Wolfsburg)                 | Wendie Renard (Lyon)                        | Lucy Bronze (Lyon)                                |
| 2020–21                                     | Alexia Putellas (Barcelona)                 | Jenni Hermoso (Barcelona)                   | Lieke Martens (Barcelona)                         |
| 2021–22                                     | Alexia Putellas (Barcelona)                 | Beth Mead (Arsenal)                         | Lena Oberdorf (Wolfsburg)                         |
| 2022–23                                     | Aitana Bonmatí (Barcelona)                  | Sam Kerr (Chelsea)                          | Olga Carmona (Real Madrid)                        |

## Resultados

### 2010–11
| Pos. | Jogador            | Primeira rodada | Rodada final | Equipe            |
| ---- | ------------------ | --------------- | ------------ | ----------------- |
| 1    | Lionel Messi       | –               | 38           | Barcelona         |
| 2    | Xavi               | –               | 11           | Barcelona         |
| 3    | Cristiano Ronaldo  | –               | 3            | Real Madrid       |
| 4    | Andrés Iniesta     | 33              | –            | Barcelona         |
| 5    | Radamel Falcao     | 17              | –            | Porto             |
| 6    | Wayne Rooney       | 15              | –            | Manchester United |
| 7    | Nemanja Vidić      | 5               | –            | Manchester United |
| 8    | Zlatan Ibrahimović | 4               | –            | Milan             |
| 8    | Gerard Piqué       | 4               | –            | Barcelona         |
| 10   | Manuel Neuer       | 3               | –            | Schalke 04        |

### 2011–12
| Pos. | Jogador           | Primeira rodada | Rodada final | Equipe             |
| ---- | ----------------- | --------------- | ------------ | ------------------ |
| 1    | Andrés Iniesta    | –               | 19           | Barcelona          |
| 2    | Lionel Messi      | –               | 17           | Barcelona          |
| 2    | Cristiano Ronaldo | –               | 17           | Real Madrid        |
| 4    | Andrea Pirlo      | 90              | –            | Juventus           |
| 5    | Xavi Hernández    | 57              | –            | Barcelona          |
| 6    | Iker Casillas     | 53              | –            | Real Madrid        |
| 7    | Didier Drogba     | 31              | –            | Chelsea            |
| 8    | Petr Čech         | 14              | –            | Chelsea            |
| 8    | Radamel Falcao    | 14              | –            | Atlético de Madrid |
| 10   | Mesut Özil        | 10              | –            | Real Madrid        |

### 2012–13
| Pos. | Jogador                | Primeira rodada | Rodada final | Equipe            |
| ---- | ---------------------- | --------------- | ------------ | ----------------- |
| 1    | Franck Ribéry          | –               | 36           | Bayern Munich     |
| 2    | Lionel Messi           | –               | 14           | Barcelona         |
| 3    | Cristiano Ronaldo      | –               | 3            | Real Madrid       |
| 4    | Arjen Robben           | 57              | –            | FC Bayern München |
| 5    | Robert Lewandowski     | 39              | –            | Borussia Dortmund |
| 6    | Thomas Müller          | 38              | –            | FC Bayern München |
| 7    | Bastian Schweinsteiger | 32              | –            | FC Bayern München |
| 8    | Gareth Bale            | 24              | –            | Tottenham         |
| 9    | Zlatan Ibrahimovic     | 14              | –            | Paris SG          |
| 10   | Robin Van Persie       | 10              | –            | Manchester United |

### 2013–14
| Pos. | Jogador           | Primeira rodada | Rodada final | Equipe            |
| ---- | ----------------- | --------------- | ------------ | ----------------- |
| 1    | Cristiano Ronaldo | –               | 27           | Real Madrid       |
| 2    | Manuel Neuer      | –               | 18           | FC Bayern München |
| 3    | Arjen Robben      | –               | 9            | FC Bayern München |
| 4    | Thomas Müller     | 39              | –            | FC Bayern München |
| 5    | Philipp Lahm      | 24              | –            | FC Bayern München |
| 5    | Lionel Messi      | 24              | –            | Barcelona         |
| 7    | James Rodríguez   | 16              | –            | Monaco            |
| 8    | Luis Suárez       | 13              | –            | Liverpool         |
| 9    | Ángel Di María    | 12              | –            | Real Madrid       |
| 10   | Diego Costa       | 8               | –            | Atlético Madrid   |

### 2014–15
| Pos. | Jogador           | Primeira rodada | Rodada final | Equipe      |
| ---- | ----------------- | --------------- | ------------ | ----------- |
| 1    | Lionel Messi      | -               | 49           | Barcelona   |
| 2    | Luis Suárez       | -               | 3            | Barcelona   |
| 3    | Cristiano Ronaldo | -               | 2            | Real Madrid |
| 4    | Gianluigi Buffon  | 24              | –            | Juventus    |
| 5    | Neymar            | 23              | –            | Barcelona   |
| 6    | Eden Hazard       | 21              | –            | Chelsea     |
| 7    | Andrea Pirlo      | 12              | –            | Juventus    |
| 8    | Arturo Vidal      | 11              | –            | Juventus    |
| 9    | Carlos Tévez      | 8               | –            | Juventus    |
| 10   | Paul Pogba        | 5               | –            | Juventus    |

### 2015–16
| Pos. | Jogador           | Primeira rodada | Rodada final | Equipe             |
| ---- | ----------------- | --------------- | ------------ | ------------------ |
| 1    | Cristiano Ronaldo | -               | 40           | Real Madrid        |
| 2    | Antoine Griezmann | -               | 8            | Atlético de Madrid |
| 3    | Gareth Bale       | -               | 7            | Real Madrid        |
| 4    | Luis Suárez       | 29              | –            | Barcelona          |
| 5    | Lionel Messi      | 25              | –            | Barcelona          |
| 6    | Gianluigi Buffon  | 19              | –            | Juventus           |
| 7    | Pepe              | 9               | –            | Real Madrid        |
| 8    | Manuel Neuer      | 6               | –            | FC Bayern München  |
| 9    | Toni Kroos        | 5               | –            | Real Madrid        |
| 10   | Thomas Müller     | 2               | –            | FC Bayern München  |

### 2016–17
| Pos. | Jogador            | Primeira rodada | Rodada final | Equipe            |
| ---- | ------------------ | --------------- | ------------ | ----------------- |
| 1    | Cristiano Ronaldo  | –               | 482          | Real Madrid       |
| 2    | Lionel Messi       | –               | 141          | Barcelona         |
| 3    | Gianluigi Buffon   | –               | 109          | Juventus          |
| 4    | Luka Modrić        |                 | –            | Real Madrid       |
| 5    | Toni Kroos         |                 | –            | Real Madrid       |
| 6    | Paulo Dybala       |                 | –            | Juventus          |
| 7    | Sergio Ramos       |                 | –            | Real Madrid       |
| 8    | Kylian Mbappé      |                 | –            | Monaco            |
| 9    | Robert Lewandowski |                 | –            | FC Bayern München |
| 10   | Zlatan Ibrahimović |                 | –            | Manchester United |

### 2017–18
| Pos. | Jogador           | Primeira rodada | Rodada final | Equipe              |
| ---- | ----------------- | --------------- | ------------ | ------------------- |
| 1    | Luka Modrić       | –               | 313          | Real Madrid         |
| 2    | Cristiano Ronaldo | –               | 223          | Real Madrid         |
| 3    | Mohamed Salah     | –               | 134          | Liverpool           |
| 4    | Antoine Griezmann | 72              | –            | Atlético de Madrid  |
| 5    | Lionel Messi      | 55              | –            | Barcelona           |
| 6    | Kylian Mbappé     | 43              | –            | Paris Saint-Germain |
| 7    | Kevin De Bruyne   | 28              | –            | Manchester City     |
| 8    | Raphaël Varane    | 23              | –            | Real Madrid         |
| 9    | Eden Hazard       | 15              | –            | Chelsea             |
| 10   | Sergio Ramos      | 12              | –            | Real Madrid         |

### 2018–19
| Pos. | Jogador           | Primeira rodada | Rodada final | Equipe          |
| ---- | ----------------- | --------------- | ------------ | --------------- |
| 1    | Virgil van Dijk   | –               | 305          | Liverpool       |
| 2    | Lionel Messi      | –               | 207          | Barcelona       |
| 3    | Cristiano Ronaldo | –               | 74           | Juventus        |
| 4    | Alisson Becker    | 54              | –            | Liverpool       |
| 5    | Sadio Mané        | 51              | –            | Liverpool       |
| 6    | Mohamed Salah     | 49              | –            | Liverpool       |
| 7    | Eden Hazard       | 38              | –            | Chelsea         |
| 8    | Matthijs de Ligt  | 27              | –            | Ajax            |
| 9    | Frenkie de Jong   | 27              | –            | Ajax            |
| 10   | Raheem Sterling   | 12              | –            | Manchester City |

### 2019–20
| Pos. | Jogador            | Primeira rodada | Rodada final | Equipe              |
| ---- | ------------------ | --------------- | ------------ | ------------------- |
| 1    | Robert Lewandowski | –               | 477          | Bayern de Munique   |
| 2    | Kevin De Bruyne    | –               | 90           | Manchester City     |
| 3    | Manuel Neuer       | –               | 66           | Bayern de Munique   |
| 4    | Lionel Messi       | 53              | –            | Barcelona           |
| 4    | Neymar             | 53              | –            | Paris Saint-Germain |
| 6    | Thomas Müller      | 41              | –            | Bayern de Munique   |
| 7    | Kylian Mbappé      | 39              | –            | Paris Saint-Germain |
| 8    | Thiago Alcântara   | 27              | –            | Bayern de Munique   |
| 9    | Joshua Kimmich     | 26              | –            | Bayern de Munique   |
| 10   | Cristiano Ronaldo  | 25              | –            | Juventus            |

### 2020–21
| Pos. | Jogador              | Primeira rodada | Rodada final | Equipe              |
| ---- | -------------------- | --------------- | ------------ | ------------------- |
| 1    | Jorginho             | –               | 175          | Chelsea             |
| 2    | Kevin De Bruyne      | –               | 167          | Manchester City     |
| 3    | N'Golo Kanté         | –               | 160          | Chelsea             |
| 4    | Lionel Messi         | 148             | –            | Barcelona           |
| 5    | Robert Lewandowski   | 140             | –            | Bayern Munique      |
| 6    | Gianluigi Donnarumma | 49              | –            | Milan               |
| 7    | Kylian Mbappé        | 31              | –            | Paris Saint-Germain |
| 8    | Raheem Sterling      | 18              | –            | Manchester City     |
| 9    | Cristiano Ronaldo    | 16              | –            | Juventus            |
| 10   | Erling Haaland       | 15              | –            | Borussia Dortmund   |

### 2021–22
| Pos. | Jogador            | Primeira rodada | Rodada final | Equipe              |
| ---- | ------------------ | --------------- | ------------ | ------------------- |
| 1    | Karim Benzema      | –               | 523          | Real Madrid         |
| 2    | Kevin De Bruyne    | –               | 122          | Manchester City     |
| 3    | Thibaut Courtois   | –               | 118          | Real Madrid         |
| 4    | Robert Lewandowski | 54              | –            | Bayern Munique      |
| 5    | Luka Modrić        | 52              | –            | Real Madrid         |
| 6    | Sadio Mané         | 51              | –            | Liverpool           |
| 7    | Mohamed Salah      | 46              | –            | Liverpool           |
| 8    | Kylian Mbappé      | 25              | –            | Paris Saint-Germain |
| 9    | Vinícius Júnior    | 21              | –            | Real Madrid         |
| 10   | Virgil van Dijk    | 19              | –            | Liverpool           |

### 2022–23
| Pos. | Jogador             | Primeira rodada | Rodada final | Equipe                 |
| ---- | ------------------- | --------------- | ------------ | ---------------------- |
| 1    | Erling Haaland      | –               | 352          | Manchester City        |
| 2    | Lionel Messi        | –               | 227          | Paris Saint-Germain    |
| 3    | Kevin De Bruyne     | –               | 225          | Manchester City        |
| 4    | İlkay Gündoğan      | 129             | –            | Manchester City        |
| 5    | Rodri               | 110             | –            | Manchester City        |
| 6    | Kylian Mbappé       | 82              | –            | Paris Saint-Germain    |
| 7    | Luka Modrić         | 33              | –            | Real Madrid            |
| 8    | Marcelo Brozović    | 20              | –            | Inter de Milão         |
| 9    | Declan Rice         | 14              | –            | West Ham United        |
| 10   | Alexis Mac Allister | 12              | –            | Brighton & Hove Albion |
| 11   | Jesús Navas         | 6               | –            | Sevilla                |